# Bengálská Wikipedie
Bengálská Wikipedie je verze Wikipedie v bengálštině. V lednu 2022 obsahovala přes 116 000 článků a pracovalo pro ni 13 správců. Registrováno bylo přes 356 000 uživatelů, z nichž bylo asi 1 153 aktivních. V počtu článků byla 67. největší Wikipedie.